# TAC 12
TAC 12 es un canal de televisión público de España, que emite en las comarcas de Tarragonés, Alto Campo y Cuenca de Barberá de Cataluña. Es propiedad de la sociedad Tacoalt, creada por los ayuntamientos de Tarragona, Vilaseca, Salou, Valls, Constantí, Montblanch y Torredembarra.

## Historia
Durante el último semestre de 2006, se formó el Consorcio para la Gestión de la Televisión Digital Terrestre del Campo de Tarragona, denominado Tacoalt por las iniciales de las comarcas en su denominación catalana (Tarragonès, Conca de Barberà y Alt Camp), y fue aprobado en los diferentes ayuntamientos que formaban parte de este.
No fue hasta dos años después cuando, terminado todo el proceso, comenzó los trabajos para el inicio de emisiones, con el nombramiento de Xavier Abelló como gerente.
Durante 2009, previamente a su inicio de emisiones, Tacoalt firmó un convenio con la Universidad Rovira i Virgili para utilizar las instalaciones del Campus Catalunya para su emisión de continuidad, a cambio de la realización de prácticas de sus estudiantes en el canal. Además se adjudicó la producción de los servicios informativos a una UTE, encabezada por Iniciatives de Televisió, que gestiona Canal Reus TV.
El 18 de junio de 2009, comenzó en la TDT, la emisión en pruebas de TAC 12, nombre definitivo del canal, con previsión de inicio de emisiones regulares el 11 de septiembre de 2009, Diada de Cataluña, si bien por diversos motivos, este fue aplazado al lunes 14 de septiembre de 2009.
Tac 12 emite en HD desde el 19 de diciembre de 2019. Esta operación coincide con un cambio de canal radioeléctrico debido al conocido como liberación del Segundo Dividendo Digital (Banda de 700 MHz), motivado por el despliegue de servicios de telefonía 5G.  Esto obligará a los telespectadores, próximamente, a resintonizar sus televisores.  Habrá un periodo ďe emisión simulcast de unos 6 meses desde los emisores principales de la Mussara (Bajo Campo) y Miramar (Cuenca de Barberá). Para la nueva frecuencia del canal 39, emitirá TAC 12 exclusivamente en HD Alta Definición con resolución 1080i.  La emisión estándar en SD se mantendrá por la antigua frecuencia del canal 54, hasta la fecha de apagón prevista antes del mes de junio de 2019.